# Limnophora nudidorsata
Limnophora nudidorsata är en tvåvingeart som beskrevs av Shinonaga 2005. Limnophora nudidorsata ingår i släktet Limnophora och familjen husflugor. Inga underarter finns listade i Catalogue of Life.